# Diego Ambuila
Diego Ambuila (sinh ngày 18 tháng 7 năm 1993) là một cầu thủ bóng đá người Colombia.

## Sự nghiệp câu lạc bộ
Diego Ambuila đã từng chơi cho Sagan Tosu.